# Lijst van leden van de Kantonsraad van Zwitserland uit het kanton Ticino

Vlag van Ticino.

Dit artikel bevat een lijst van leden van de Kantonsraad van Zwitserland uit het kanton Ticino.
Ticino heeft zoals de meeste kantons twee vertegenwoordigers in de Kantonsraad.

## Lijst
| Naam                      | Partij/fractie            | Ambtsperiode             | Geboren | Overleden |
| ------------------------- | ------------------------- | ------------------------ | ------- | --------- |
| Bernardo Pfiffer          | liberalen                 | 1848-1849                | 1810    | 1867      |
| Giuseppe Curti            | liberalen                 | 1848-1850                | 1809    | 1895      |
| Domenico Pedrazzi         | liberalen                 | 1849-1850 1851 1853-1854 | 1815    | 1859      |
| Natale Vicari             | liberalen                 | 1850-1851 1858-1860      | 1809    | 1895      |
| Domenico Galli            | liberalen                 | 1851                     | 1791    | 1856      |
| Giovanni Battista Ramelli | liberalen                 | 1851-1852 1853-1854      | 1808    | 1862      |
| Ambrogio Bertoni          | liberalen                 | 1852-1853 1860-1862      | 1811    | 1887      |
| Giovanni Airoldi          | liberalen                 | 1852-1853 1869-1874      | 1823    | 1894      |
| Giacomo Luvini            | liberalen                 | 1854-1855                | 1795    | 1862      |
| Giovanni Battista Pioda   | liberalen                 | 1854-1855                | 1808    | 1882      |
| Carlo Battaglini          | liberalen                 | 1855-1856                | 1812    | 1888      |
| Christoforo Motta         | liberalen                 | 1855-1856 1865-1866      | 1823    | 1867      |
| Benigno Zaccheo           | liberalen                 | 1856-1857                | 1812    | 1877      |
| Sebastiano Beroldingen    | liberalen                 | 1856-1857 1860-1862      | 1818    | 1865      |
| Constantino Monighetti    | liberalen                 | 1858-1860                | 1818    | 1895      |
| Antonio Bossi             | liberalen                 | 1862-1863                | 1829    | 1893      |
| Ernesto Bruni             | liberalen                 | 1862-1863                | 1815    | 1898      |
| Carlo Olgiati             | liberalen                 | 1863-1864 1867           | 1824    | 1889      |
| Augusto Fogliardi         | liberalen                 | 1864                     | 1818    | 1890      |
| Carlo Antonio Forni       | liberalen                 | 1864                     | 1810    | 1881      |
| Alessandro Franchini      | liberalen                 | 1865-1866                | 1829    | 1877      |
| Agostino Demarchi         | liberalen                 | 1866-1868                | 1813    | 1890      |
| Leone de Stoppani         | liberalen                 | 1868-1869                | 1825    | 1895      |
| Giuseppe Fratecolla       | liberalen                 | 1868-1870                | 1818    | 1873      |
| Luigi Bolla               | liberalen                 | 1870-1871                | 1813    | 1877      |
| Carlo Dotta               | liberalen                 | 1871-1872                | 1824    | 1880      |
| Paolo Mordasini           | liberalen                 | 1872-1874                | 1830    | 1882      |
| Costantino Bernasconi     | liberalen                 | 1874-1875                | 1820    | 1902      |
| Giovanni Jauch            | liberalen                 | 1874-1875                | 1806    | 1877      |
| Emengildo Rossi           | katholieke conservatieven | 1875-1877                | 1827    | 1895      |
| Alberto Franzoni          | katholieke conservatieven | 1875-1879                | 1816    | 1886      |
| Giovanni Reali            | katholieke conservatieven | 1877-1889                | 1852    | 1923      |
| Gioachimo Respini         | katholieke conservatieven | 1879-1885                | 1836    | 1899      |
| Francesco Balli           | katholieke conservatieven | 1885-1892                | 1852    | 1924      |
| Agostino Soldati          | katholieke conservatieven | 1889-1892                | 1857    | 1938      |
| Giovanni Lurati           | katholieke conservatieven | 1892-1893                | 1858    | 1918      |
| Antonio Battaglini        | liberalen                 | 1893-1907                | 1845    | 1923      |
| Rinaldo Simen             | FDP/PRD                   | 1893-1910                | 1849    | 1910      |
| Adolfo Soldini            | FDP/PRD                   | 1908-1920                | 1854    | 1927      |
| Stefano Gabuzzi           | FDP/PRD                   | 1910-1920                | 1848    | 1936      |
| Emilio Bossi              | FDP/PRD                   | 1920                     | 1870    | 1920      |
| Brenno Bertoni            | FDP/PRD                   | 1920-1935                | 1860    | 1945      |
| Arnaldo Bolla             | FDP/PRD                   | 1921-1923 1935-1942      | 1885    | 1942      |
| Antonio Riva              | KVP/PPC                   | 1923-1942                | 1870    | 1942      |
| Bixio Bossi               | FDP/PRD                   | 1942-1959                | 1896    | 1990      |
| Antonio Antognoni         | KVP/PPC                   | 1943-1963                | 1893    | 1972      |
| Ferruccio Bolla           | FDP/PRD                   | 1959-1975                | 1911    | 1984      |
| Alberto Stefani           | CVP/PDC                   | 1963-1983                | 1918    | 2006      |
| Franco Masoni             | FDP/PRD                   | 1975-1979 1983-1991      | 1928    |           |
| Luigi Generali            | FDP/PRD                   | 1979-1983                | 1920    | 2005      |
| Camillo Jelmini           | CVP/PDC                   | 1983-1991                | 1925    | 1997      |
| Giorgio Morniroli         | Lega                      | 1991-1995                | 1936    | 2017      |
| Sergio Salvioni           | FDP/PRD                   | 1991-1995                | 1927    | 2017      |
| Renzo Respini             | CVP/PDC                   | 1995-1999                | 1944    |           |
| Dick Marty                | FDP/PLR                   | 1995-2011                | 1945    |           |
| Filippo Lombardi          | CVP/PDC                   | 1999-2019                | 1956    |           |
| Fabio Abate               | FDP/PLR                   | 2011-2019                | 1966    |           |
| Marina Carobbio Guscetti  | SP/PS                     | 2019-2023                | 1966    |           |
| Marco Chiesa              | SVP/UDC                   | 2019-                    | 1974    |           |

Afkortingen
- CVP/PDC: Christendemocratische Volkspartij
- FDP/PRD: Vrijzinnig-Democratische Partij
- FDP/PLR: Vrijzinnig-Democratische Partij.De Liberalen (voordien Vrijzinnig-Democratische Partij)
- KVP/PCP: Katholieke Volkspartij van Zwitserland, voorloper van de CVP/PDC
- Lega: Lega dei Ticinesi
- SP/PS: Sociaaldemocratische Partij van Zwitserland
- SVP/UDC: Zwitserse Volkspartij

Bondsraad
Lijst van leden van de Zwitserse Bondsraad · 
Lijst van bondspresidenten van Zwitserland
Nationale Raad
Aargau · 
Appenzell Ausserrhoden · 
Appenzell Innerrhoden · 
Basel-Landschaft · 
Basel-Stadt · 
Bern · 
Fribourg · 
Genève · 
Glarus · 
Graubünden · 
Jura

Luzern · 
Neuchâtel · 
Nidwalden · 
Obwalden · 
Sankt Gallen · 
Schaffhausen · 
Schwyz · 
Solothurn · 
Thurgau · 
Ticino · 
Uri · 
Vaud · 
Wallis · 
Zug · 
Zürich
1983-1987 · 
1987-1991 · 
1991-1995 · 
1995-1999 · 
1999-2003 · 
2003-2007 · 
2007-2011 · 
2011-2015 · 
2015-2019 · 
2019-2023 · 
2023-2027
Voorzitters
Kantonsraad
Aargau · 
Appenzell Ausserrhoden · 
Appenzell Innerrhoden · 
Basel-Landschaft · 
Basel-Stadt · 
Bern · 
Fribourg · 
Genève · 
Glarus · 
Graubünden · 
Jura

Luzern · 
Neuchâtel · 
Nidwalden · 
Obwalden · 
Sankt Gallen · 
Schaffhausen · 
Schwyz · 
Solothurn · 
Thurgau · 
Ticino · 
Uri · 
Vaud · 
Wallis · 
Zug · 
Zürich
1983-1987 · 
1987-1991 · 
1991-1995 · 
1995-1999 · 
1999-2003 · 
2003-2007 · 
2007-2011 · 
2011-2015 · 
2015-2019 · 
2019-2023 · 
2023-2027
Voorzitters